# گویلیم ایور توماس
گویلیم ایور توماس (انگلیسی: Ivor Thomas; ۲۳ ژوئیهٔ ۱۸۹۳ – ۲۹ اوت ۱۹۷۲) فرد نظامی اهل بریتانیا بود. وی همچنین برندهٔ جوایزی همچون لژیون دونور (افسر) و صلیب نظامی شده‌است.